# Museu das Comunicações (Macau)

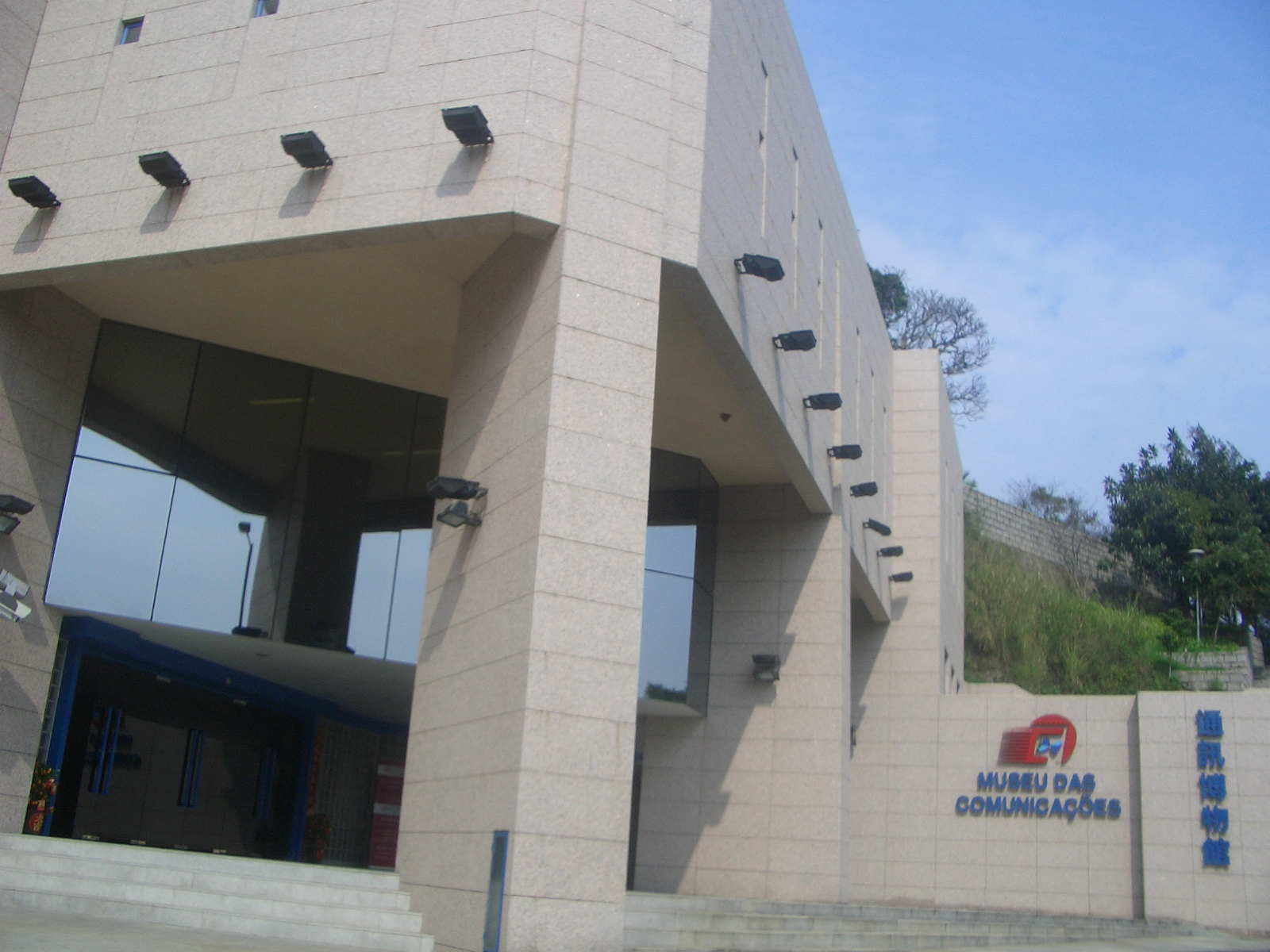
Museu das Comunicações

O Museu das Comunicações fica localizado na Região Administrativa Especial de Macau, China.
Inaugurado no dia 1 de Março de 2006, o museu apresenta um acervo diversificado nas áreas de correios e telecomunicações, sendo um importante espaço para o ensino cultural, científico e tecnológico, pois visa receber visitações de estudantes do ensino básico e secundário.
O museu possui duas importantes divisões: correios e filatelia e telecomunicações, ambos apresentando a história destas áreas, bem como as atuais tecnologias e inovações.

## Ligação externa
- Sítio oficial